# Theokritosz (költő)
Theokritosz (Siracusa, Kr. e. 310–305 körül – Kr. e. 245 ? körül) ókori görög költő. Műfaja, a pásztori költemény (bukolika) az ő hagyományát követte az irodalom további történetében.

## Élete
Költői pályáját szülőföldjén kezdte. Műveinek egyik kutatója úgy véli, hogy hazájában nem talált pártfogót, ezért azt végképp elhagyta és vándorköltő életet kezdett. Fiatalon megfordult Kosz szigetén, ahová családi összeköttetések révén került. Apjaként Praxagoraszt, anyjaként Philinét említik. Első költői tanulmányait Koszon tette. Mestere Philetasz volt, akiről hálásan emlékezik meg; tanítója volt még Aszklépiadész is.
Életének döntő fordulata Alexandriába vándorlása. Ptolemaiosz Philadelphoszhoz írott dicsőítő éneke (17. idyllium), valamint az Alexandriában játszódó 14. és 15. idyllium alexandriai tartózkodásáról tesznek tanúságot. A dicsőítő ének keletkezése 270 tájára tehető. Egy vélekedés szerint 265 után még visszatért hazájába; francia kutatója (Legrand) úgy véli, hogy Koszra és Kis-Ázsiába átevezett, de többnyire Alexandriában folyt le egész további élete.

## Költészete
Munkáinak legnagyobb része elveszett. Fennmaradt a pásztori költemények nagy része és a többi műfajból néhány darab, összesen 32 költemény, melyhez járul az antológiából 25 epigramma és egy pásztorsíp formára írt költeménye.
Theokritosz külön műfajt teremtett, az idillt (eidullion). A Sophron mimusát, mely versekkel vegyített prózában lehetett írva, hősi versmértékben írt párbeszédes jelenetekben dolgozta ki, melyek ha nem adattak is elő színpadon, de színszerű jellemmel bírtak. A színszerű berendezés, a népköltésben megszokott párbeszédes forma tette azt a műfajt, a voltaképpeni idillt is népiessé. „A mezei idill a városi ember lírájából született meg.” – írta Babits Mihály.

### A táj
Maradandó, nem csökkenő hatását természetérzékének köszönheti. A tájak, amelyeket jelenetei hátteréül néhány sorral odarajzol, árnyas és szelíd tájak. A tájat a városban, Alexandriában élő Theokritosz fedezte fel az irodalom számára. Ifjúkorának szicíliai tájai után vágyódás tette tájköltővé; jelenetei a városi élet természetellenes életmódjával szemben az egyszerű népélet naiv hangján szólalnak meg.

### Népiesség, pásztorjáték
A természet szeretetéből következik a természetes ember kultusza. Theokritosz a pásztorért rajong, költeményeiben a pásztoréletről és a vidéki életről szól. Stílusa is népies: egyszerű, dallamos, mint a nép énekei és realisztikus, mint az alsó osztályok irodalma. De finom műveltsége átérzik e költeményeken. Pásztorvilágát rafinált, késői művészettel rajzolja: pásztorai ugyan még igazi pásztorok, beszél juhbőr subájuk rossz szagáról, vigyorgásukról, együgyűségükről – másfelől mégis már jelmezes úriemberek ezek is, mint az elkövetkező évezredek irodalmi pásztorai: mihelyt lehet, dalnokversenybe kezdenek.
A mai olvasót nem a dalnokversenyek bűvölik el, hanem a csodálatosan élő jelenetek: Az Adonis ünnepére menő asszonyok, a női előkészületek minden kedves részletével; A szerelmi varázs, egy leány varázslattal próbálja visszatéríteni hűtlen kedvesét és közben elmondja az isteneknek szerelme történetét; Az aratóünnep idillikus leírása, a Halászok és a Daphnis és a pásztorlány párbeszéde; Polyphémosnak, az egyszemű küklópsznak panasza, hogy Galateia nem akarja viszontszeretni, pedig ő már mint kis küklópsz is szerette.
„Ha valaki megkérdezné tőlem – írta Babits Mihály –, melyik az a görög költő, akit olyan élvezettel olvashat, mint egy modern nagy lírikust, egyikét az emberi nyelv és lélek kéjes nagy muzsikusainak, amilyen például Baudelaire vagy Tennyson volt: habozás nélkül Theokritoszt ajánlanám”.

## Magyarul
- Theokritosz maradványi; ford. Guzmics Iszidór; Streibig Ny., Győr, 1824
- Theokritos költeményei; ford., bev., jegyz. Vértesy Dezső; Franklin Ny., Bp., 1904
- A görög bukolikusok (Theokritos, Moschos, Bion) költeményei, 1-2.; ford. Vértesy Dezső, jegyz .Módi Mihály; Akadémia, Bp., 1939-1940 (Görög és római remekírók)
  - 1. Theokritos valódi alkotásai; 1939
  - 2. Pseudo-Theokriteia, Mochos, Bion, Technopaigma; 1940

## Szakirodalom
- Bászel Aurél: Theokritos idylljei és a görög s római idyll. Tanulmány; Serédy Ny., Bp., 1880
- Kiss Endre: Theocritus és a római irodalom aranykori lyrikusai; Stampfel Ny., Pozsony, 1886
- Márffy Oszkár: Theokritos syntaxisa; Franklin Ny., Bp., 1899
- Vajticzky Manó: Vergilius és Theocritos. Nyelvi párhuzam / függelék Vergilius: Bucolica. Fordítás prózában; Korvin Ny., Bp., 1906
- Németh Sándor: Herondas és Theokritos; Németh könyvkereskedés, Bp., 1912